# Amt Wollup
Das Amt Wollup war ein kurfürstlich-brandenburgisches bzw. später königlich-preußisches Domänenamt, das 1731 durch Abtrennung des älteren und größeren Amtes Lebus gebildet worden war. Das Gebiet des Amtes lag im Bereich der heutigen Gemeinde Letschin und des Amtes Golzow im Landkreis Märkisch-Oderland (Brandenburg). Bis 1802 gehörte anscheinend auch ein Ort in der heutigen Landgemeinde Górzyca im Powiat Słubicki der Woiwodschaft Lebus (Polen) dazu. Das Amt umfasste um 1805 14 Orte und Vorwerke. Die Auflösung des Amtes Wollup erfolgte 1874.

## Geschichte
Das Amt Wollup geht auf die Tafelgüter des Bistums Lebus zurück, d. h. den weltlichen Besitz des Bischofs von Lebus. 1555 starb der letzte Bischof des Lebuser Bistums, Johann VIII. Horneburg, und der Bischofsstuhl wurde nicht mehr besetzt. Der evangelische Administrator des Erzstiftes Magdeburg Joachim Friedrich von Brandenburg übernahm nun auch die Verwaltung des Lebuser Stiftsbesitzes bis zur Säkularisation des Bistums Lebus im Jahre 1598. 1598 wurde Joachim Friedrich Kurfürst von Brandenburg. Er löste das Bistum, das sowieso nur noch formal existierte, auf. Der Stiftsbesitz wurde in zwei kurfürstliche Domänenämter umgewandelt, das Amt Lebus und das Amt Fürstenwalde. 1731 wurde zuerst das Amt Wollup, und von diesem wiederum 1743 das Amt Friedrichsaue und 1744 das Amt Kienitz abgespalten.

## Zugehörige Orte
Um 1805 umfasste das Amt Wollup nach Berthold Schulze und Bratring folgende Orte:
- Basta (heute Wohnplatz im Ortsteil Steintoch, Gem. Letschin). Das Vorwerk wurde zwischen 1780 und 1790 im Amtsgebiet angelegt. Es hatte 1805 neun Einwohner[1].
- Baiersberg (heute Wohnplatz im Ortsteil Buschdorf der Gem. Zechin, Amt Golzow). Die Kolonie wurde 1764 (oder 1768[1]) neu angelegt. Sie hatte 1805 218 Einwohner; ein Krug war vorhanden. Verschiedene Handwerker waren im Dorf ansässig.
- Gerickensberg (heute Wohnplatz im Ortsteil Buschdorf der Gem. Zechin, Amt Golzow). Die Kolonie wurde 1764 (oder 1768[1]) neu angelegt. Sie hatte 1805 251 Einwohner.
- Kalkhof (heute in Wollup aufgegangen). Das Amtsvorwerk „nahe bei dem Amtssitzvorwerk Wollup“ gelegen hatte 1805 zwei Einwohner („ist eigentlich nur ein von dem Amts-Vorwerk durch ein kleines Gewässer getrennter Theil“)[1].
- Lehmannshöfel (heute Wohnplatz im Ortsteil Buschdorf der Gem. Zechin, Amt Golzow). Die Kolonie wurde 1764 (oder 1768[1]) neu angelegt. Sie hatte 1805 127 Einwohner. Im Dorf gab es eine Windmühle.
- Letschin. 1805 hatte das Dorf 1191 Einwohner. Es gab verschiedene Handwerker, darunter auch zwei Rademacher, außerdem einen Braukrug, zwei Schankkrüge, zwei Windmühler und einen königlichen Hegemeister für das Wollupsche Revier (im Forsthaus). Etwas abseits des Dorfes lag das Freigut Letschin mit elf Einwohnern.
- Neu-Langsow (Gemeindeteil vom Ortsteil Werbig, Stadt Seelow). Die Kolonie wurde 1764 (oder 1768[1]) neu angelegt. 1805 hatte sie 552 Einwohner, darunter zwölf Maurer, sieben Zimmerleute. Ein Krug und eine Windmühle waren im Dorf vorhanden.
- Rehfeld (heute Gemeindeteil im Ortsteil Sophienthal, Gem. Letschin). Die Kolonie wurde 1764 (1768[1]) neu angelegt. Sie hatte 1805 114 Einwohner
- Rohrhorst (in Wilhelmsaue aufgegangen). Vorwerk bei Wilhelmsaue. 1805 hatte der Hof vier Einwohner.
- Sophienhof (bei Wollup). 1778/86 existierte der Ort, damals noch als Catharinenhof. 1804 wurde die Lokalität als Sophienhof genannt und als Meierei bezeichnet, die von einem Amtsmeier bewirtschaftet wurde. 1805 hatte die Meierei acht Einwohner. 1867 wurde das Anwesen durch Blitzschlag zerstört. 1869 wurde auch das dazugehörige Hirtenhaus abgebrochen und das Etablissement aufgehoben.
- Sophienthal (heute Ortsteile der Gemeinde Letschin). Die Kolonie wurde 1764 (oder 1768[1]) neu angelegt. Sie hatte 1805 375 Einwohner; eine Windmühle und ein Krug waren vorhanden.
- Sydowswiese (heute Gemeindeteil des Ortsteils Sophienthal, Gem. Letschin). Die Kolonie wurde 1764 (oder 1768[1]) neu angelegt. Sie hatte 1805 114 Einwohner; einen Krug gab es im Dorf.
- Wilhelmsaue. Die Kolonie und das Erbpachtsvorwerk wurden 1723/4 noch zu Zeiten der Zugehörigkeit zum Amt Lebus angelegt und 1731 dem Amt Wollup unterstellt. 1805 hatte der Ort 418 Einwohner, einen Krug und eine Windmühle. Das Erbpachtsvorwerk war an einen Pächter namens Häuseler verpachtet.
- Wollup. Das Vorwerk und Amtssitz mit Schäferei und Krug hatte 1805 66 Einwohner.
- Zechin. Das Dorf mit einem Freigut hatte 1805 677 Einwohner, darunter ein Radmacher und ein Schmied. Es gab einen Krug und drei Windmühlen im Ort.

Das Amt hatte 1805 4126 Einwohner. 1874 wurde es aufgelöst. Bis 1802 gehörte anscheinend auch der Ort Ötscher (heute Owczary, Górzyca) zum Amt Wollup. Erst 1802 kam der Ort zum Amt Frauendorf.
In der Zeit von 1731 bis 1743 gehörten auch die Dörfer Friedrichsaue, Genschmar, Alt Langsow und Werbig zum Amt Wollup. Sie wurden 1743 auf das neu gegründete Amt Friedrichsaue übertragen. Kienitz wurde 1744 vom Amt Wollup abgetrennt und zu einem selbständigen Amt Kienitz gemacht.

## Amtleute und Pächter
- 1775–1780 Wilhelm Goffried Beyer, Kriegs- und Domänenrat sowie Generalpächter der Ämter Kienitz und Wollup[4][5]
- 1798, 1801: Carl Friedrich Lehmann, Pächter und Amtsrat[6]
- ca. 1810 ff.: Carl August Lehmann (Sohn des Vorigen), Pächter, Oberamtmann (1816) und Amtsrat (1819)
- 1827 bis 1848/60 Johann Gottlieb Koppe,[7] ab 1848 verließ er Wollup und überließ seinen Söhnen die Bewirtschaftung, die ab 1848 schon Mitpächter waren[8]

## Belege